# Nevianipora rugosa
Nevianipora rugosa är en mossdjursart som först beskrevs av Osburn 1940.  Nevianipora rugosa ingår i släktet Nevianipora och familjen Filisparsidae. Inga underarter finns listade i Catalogue of Life.